# 岸谷生麦線

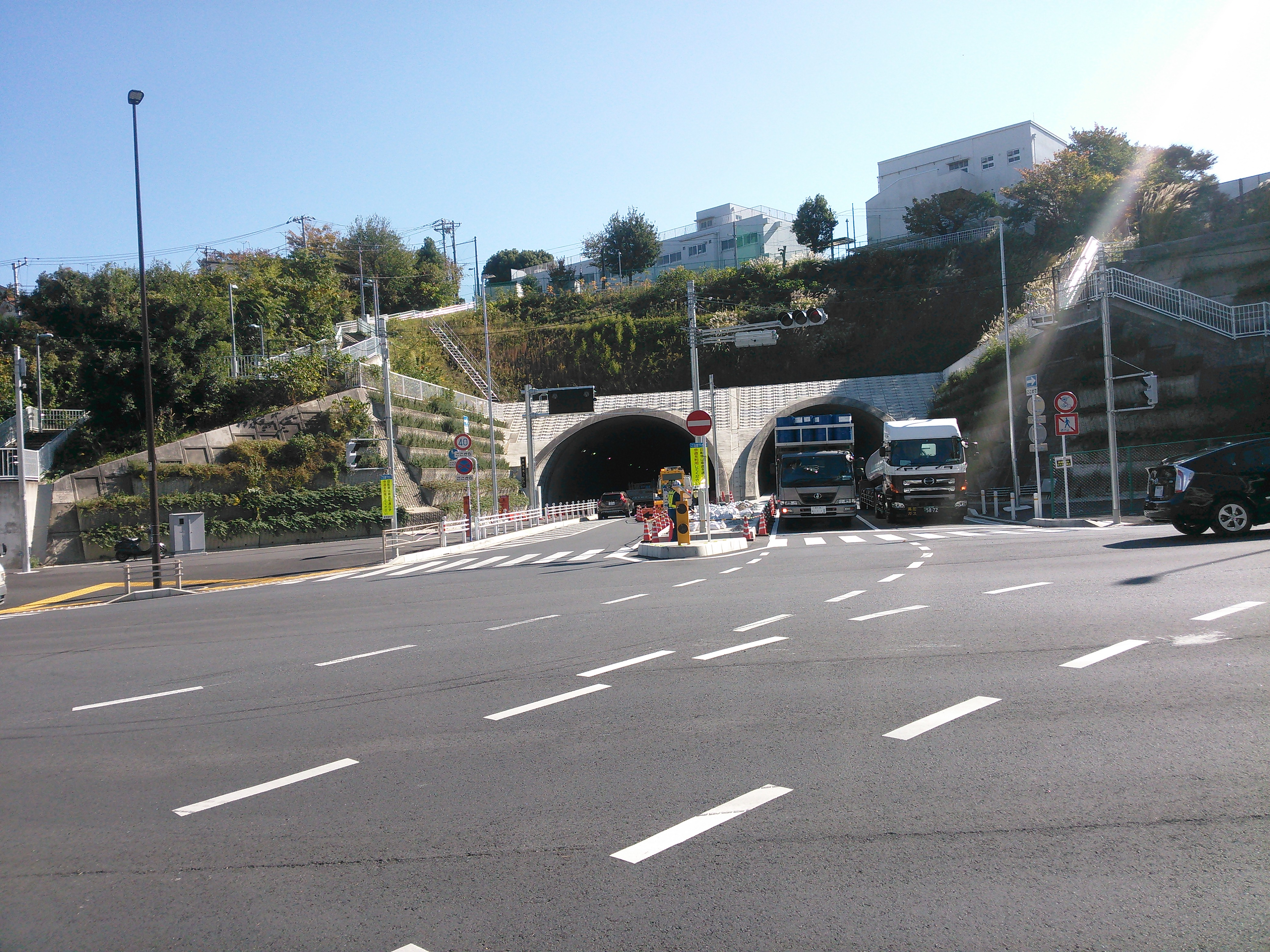
岸谷生麦線の起点。トンネルの先が生麦方面となる。手前右が第二京浜青木橋方面、左は同五反田方面。

岸谷生麦線（きしやなまむぎせん）は、横浜市鶴見区の岸谷二丁目（北緯35度29分41秒 東経139度39分31.2秒 / 北緯35.49472度 東経139.658667度）と同生麦三丁目（北緯35度29分34秒 東経139度40分12.2秒 / 北緯35.49278度 東経139.670056度）を結ぶ延長1,230mの都市計画道路。2017年3月16日に開通した。第二京浜国道と産業道路・第一京浜国道（国道15号）を結ぶとともに、首都高速神奈川7号横浜北線岸谷生麦出入口のアプローチ道路の役割を持つ。都市計画法に基づく正式な名称は「横浜国際港都建設計画道路3・4・51号岸谷生麦線」である。

## 構造

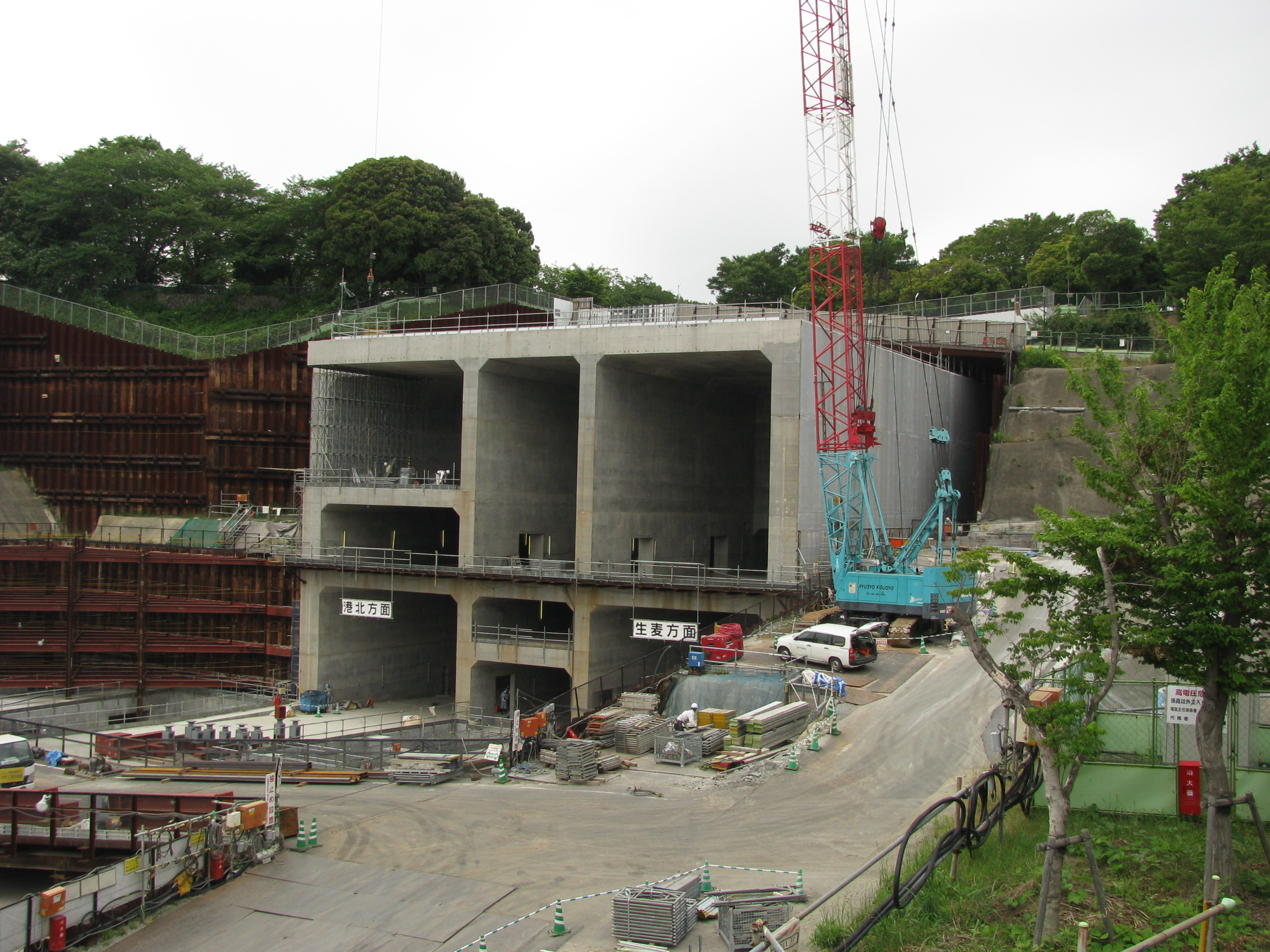
建設中の生麦側坑口。上層左右が岸谷生麦トンネル、下層左右は首都高速横浜北トンネル

延長は1,230m。幅員17m、上下各1車線で生麦方面行き車線に歩道が付く。車道の設計速度は40Km/h。大半の区間は鶴見区にあたるが、子安台公園部分は神奈川区を通過する。
起点の岸谷二丁目では第二京浜国道に接続する。横浜市立生麦中学校と子安台公園の地下を上下線別のトンネルで抜ける。その先は首都高速横浜北線と合わせた高架構造となり、JR横須賀線・東海道本線・京浜東北線と京急本線の線路および第一京浜を跨ぎ越す付近に岸谷生麦出入口が設けられている。キリンビール横浜工場の北側を高架で通過した先で地平に降り、産業道路に接続する地点が終点となる。
線路との交差部は、西側より岸谷生麦線上り（第二京浜方面）、岸谷生麦ランプ下り出口、首都高速下り本線（港北方面）、岸谷生麦ランプ上り出口、首都高速上り本線（生麦方面）、岸谷生麦ランプ上り入口、岸谷生麦線下り（産業道路方面）の7本の橋桁が架かる。カーブとなるとともに、岸谷生麦線が首都高速の下層に入る複雑な構造である。建設にあたっては、首都高速の上下本線は港北側の架設構台で組み立てた桁を生麦側の橋脚まで送り出す「送り出し架設工法」、岸谷生麦線と高速出入口は、架設済みの橋桁を使い新たに架ける桁を縦方向に送り出したのち、横方向にスライドさせる「横取り架設工法」が採られた。桁の架設工事や、桁の裏面の吸音板設置などは電車の運行が終了した実質2時間に限られる。この工区は2011年の着工から開通まで、5年半を要した。
岸谷生麦線は2017年3月16日に開通。首都高速横浜北線岸谷生麦出入口はその2日後の3月18日に供用開始した。新横浜出入口のアプローチとなる長島大竹線も同様に3月16日に開通、3月18日に首都高速に接続している。